# Appel à l'ignorance

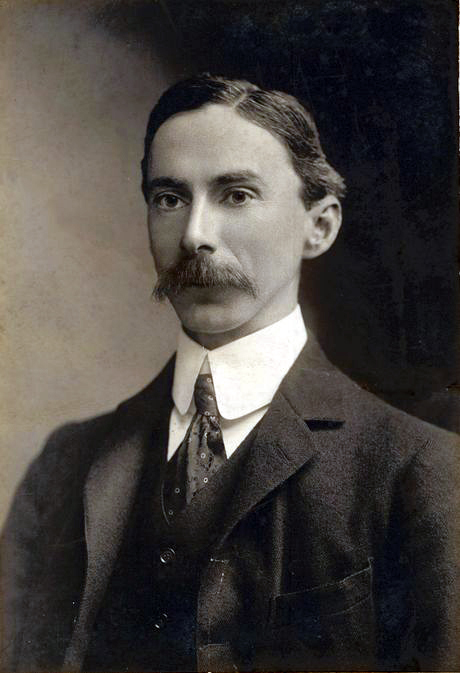
« Mais si j'affirmais que, comme ma proposition ne peut être réfutée, il n'est pas tolérable pour la raison humaine d'en douter, on me considérerait aussitôt comme un illuminé »
– Bertrand Russell.

L'appel à l'ignorance (argumentum ad ignorantiam) est un raisonnement fallacieux dans lequel une proposition est déclarée vraie parce qu'elle n'a pas été démontrée fausse (ou vice versa). C’est une sorte de faux dilemme. Ce sophisme peut être utilisé comme rationalisation d'idées irréfutables.
L'appel à l'ignorance est fortement lié au renversement de la charge de la preuve, avec lequel il est souvent confondu,. 
Les conditions des démocraties stables, concourent à la diffusion de ce sophisme. Alors que la transmission de l'information en communication de masse était auparavant sélectionnée par les « gatekeepers » (gardiens de portes (en), termes de Kurt Lewin qui désigne les journalistes, universitaires, politiques qui font fonction de sélection du communicateur en théorie de l'information), la multitude des sources d'information et leur instantanéité facilitent la propagation des rumeurs et des théories du complot dans les démocraties stables dont la liberté et la sécurité sont garanties. Ces conditions favorisent une société de crédulité informationnelle, victime du biais de confirmation, chaque personne pouvant choisir la source d'information qui conforte ce type d'argument.

## Exemples
- X est vrai parce que vous ne pouvez pas prouver que X est faux.
- X est faux parce que vous ne pouvez pas prouver que X est vrai.
- « Bien que nous ayons prouvé que la Lune n'est pas faite de travers de porc, nous n'avons pas prouvé que son noyau ne peut pas en être rempli ; par conséquent, le noyau de la Lune est rempli de travers de porc »[6].
- Jusqu'à ce jour la science n'a pas été capable de créer la vie ; la vie doit donc être le résultat d'une intervention divine.
- Dieu existe parce que vous ne pouvez pas prouver qu'il n'existe pas.
- Si on regarde au-delà de l'univers observable, on doit sûrement pouvoir trouver la preuve de l'existence de Dieu.

## Variantes
Lorsqu'on a démontré qu'une chose est impossible : « Vous n'en savez rien ! ». Sous-entendu : « Je ne sais pas, donc vous ne savez pas, donc personne ne sait, donc je refuse de savoir que c'est faux… ».[réf. nécessaire]
Lorsqu'on invoque le passé : « Qu'est-ce que vous en savez, vous y étiez peut-être ? ». Sous-entendu : « Aucun de nous n'a de preuve directe, donc votre preuve indirecte ne vaut pas plus que mon absence de preuve. ». S'applique notamment au Big Bang et à la théorie de l'évolution.